# Regele Ferdinand (1986)
Regele Ferdinand, poprzednio HMS Coventry – fregata Rumuńskich Sił Morskich z początku XXI wieku, dawna brytyjska fregata rakietowa typu 22. Okręt wszedł do służby w marynarce brytyjskiej Royal Navy w 1988 roku pod nazwą HMS „Coventry” (F 98) i został z niej wycofany w 2002 roku. Po modernizacji i zmianie uzbrojenia został nabyty przez Rumunię, wchodząc do służby w 2004 roku pod nazwą „Regele Ferdinand” (F 221).

## Budowa
HMS „Coventry” należał do drugiej serii standardowych brytyjskich fregat typu 22 (Broadsword), z przełomu lat 70/80 XX wieku (ang. Type 22 Batch 2), zaprojektowanych specjalnie pod kątem zwalczania okrętów podwodnych. Po zbudowaniu czterech okrętów pierwszej serii typu 22, marynarka brytyjska rozpoczęła zamawianie okrętów poprawionej drugiej serii, odznaczającej się przedłużonym kadłubem w celu zamontowania lepszego sonaru z anteną holowaną. Zamierzano zakończyć budowę okrętów tego typu na ośmiu fregatach, lecz na skutek strat poniesionych przez Royal Navy w Wojnie o Falklandy, w drugiej połowie 1982 roku zamówiono jeszcze dwie fregaty drugiej serii, a następnie przystąpiono do projektowania trzeciej serii.
Budowę dziesiątej fregaty typu 22 i zarazem szóstej (ostatniej) drugiej serii zamówiono 14 grudnia 1982 roku. Okręt budowano w stoczni Swan Hunter w Wallsend. Otrzymał nazwę od miasta Coventry, dla upamiętnienia niszczyciela o tej nazwie zatopionego wcześniej w tym roku pod Falklandami. Stępkę pod budowę okrętu położono 29 marca 1984 roku, wraz z bliźniaczym „Sheffieldem” budowanym w tej stoczni, w obecności dowódców obu poprzednich zatopionych okrętów o tych nazwach. Wodowano go 8 kwietnia 1986 roku, a budowę ukończono i okręt wcielono do służby 14 października 1988 roku.

## Opis
Fregaty II serii typu 22 miały wyporność standardową, określaną też jako normalna: 4100 ts, a według innych źródeł 4250 ts. Wyporność pełna sięgała 4800 ts. Długość całkowita wynosiła 148,1 m, a szerokość 14,8 m. Zanurzenie wynosiło 4,3 m, a z opływką sonaru 6 m (według innych źródeł, do 6,4 m).
Napęd w układzie COGOG stanowią dwie turbiny gazowe mocy szczytowej Rolls-Royce Olympus TM3B o mocy łącznej 54 600 hp i dwie turbiny gazowe marszowe Rolls-Royce Tyne RM1C o mocy łącznej 9700 hp, napędzające dwie śruby. Prędkość maksymalna wynosi 30 węzłów, a ekonomiczna na turbinach marszowych 18 węzłów. Zasięg wynosi 4500 Mm przy prędkości ekonomicznej 18 w.
Załoga w służbie brytyjskiej liczyła 273 osoby, w tym 30 oficerów, a maksymalnie przewidziano miejsca dla 296 osób. W Rumunii załoga została zredukowana do 203 osób.

### Uzbrojenie i jego zmiany
Uzbrojenie oryginalne okrętów II serii typu 22 stanowiły przede wszystkim torpedy przeciw okrętom podwodnym i pociski rakietowe, natomiast pozbawione były one artylerii, poza małokalibrową. Ich broń ofensywną stanowiły cztery pojedyncze wyrzutnie pocisków przeciwokrętowych MM38 Exocet na pokładzie dziobowym, o zasięgu do 42 km, z zapasem czterech pocisków w wyrzutniach. Do samoobrony okręty miały dwie sześcioprowadnicowe wyrzutnie pocisków przeciwlotniczych bliskiego zasięgu Sea Wolf GWS 25 Mod. 3, przed nadbudówką dziobową i na hangarze rufowym. Pociski te miały zasięg do 5 km, a zapas amunicji wynosił 32 rakiety. Broń podwodną stanowiły dwie potrójne wyrzutnie torpedowe Plessey STWS Mk 2, służące do wystrzeliwania torped kalibru 324 mm przeciw okrętom podwodnym. Faktyczny kaliber wyrzutni podawany jest też jako 330 mm.
Uzbrojenie artyleryjskie początkowo składało się z dwóch pojedynczych armat automatycznych kalibru 40 mm Bofors Mk 9 L/60. Dostępne publikacje nie wyjaśniają dokładniej, czy „Coventry” jeszcze otrzymał te armaty, czy nowsze uzbrojenie. Od końca lat 80. na fregatach typu 22 serii II armaty 40 mm zastępowano przez cztery działka kalibru 30 mm Oerlikon KCB L/75 w dwóch dwulufowych stanowiskach GCM-A03-2. Następnie dodano także dwa pojedyncze działka 20 mm Oerlikon GAM-B01.
Przed przekazaniem okrętu Rumunii zdjęto wyrzutnie rakiet przeciwlotniczych i przeciwokrętowych, a za to zainstalowano na pokładzie dziobowym w miejscu wyrzutni Exocet pojedynczą armatę uniwersalną kalibru 76 mm OTO Melara Super Rapid, o długości lufy L/62. Jej szybkostrzelność wynosi 120 strz./min, donośność do 16 km, a masa pocisku 6 kg. Naprowadzana była na cel głowicą optoelektroniczną Radamec 2500 zainstalowaną na dachu nadbudówki dziobowej. Uzbrojenie to uzupełniały jedynie dwa karabiny maszynowe kalibru 12,7 mm w zdalnie kierowanych stanowiskach, a nadto dwa karabiny maszynowe kalibru 7,62 mm. Pozostawiono natomiast oryginalne wyrzutnie torped. Nie doszło do planowanej modernizacji i dozbrojenia fregat w pociski rakietowe (według stanu na 2021 rok). 
Zasadnicze możliwości okrętu w zakresie zwalczania celów podwodnych i nawodnych na większych odległościach zapewniały pierwotnie śmigłowce pokładowe. Okręt w służbie brytyjskiej przenosił dwa śmigłowce średnie Westland Lynx HMA 3/8, które mogły przenosić po dwie torpedy przeciw okrętom podwodnym Stingray lub cztery pociski przeciwokrętowe Sea Skua. Alternatywnie można było przenosić jeden cięższy śmigłowiec Westland Sea King HAS 5 lub (od końca lat 90.) EH101 Merlin HAS 1. W służbie rumuńskiej po próbach w maju 2008 roku używany był pojedynczy śmigłowiec IAR-330 Puma Naval, przeznaczony przede wszystkim do celów patrolowych.

### Wyposażenie
- Radar dozoru powietrznego i nawodnego Marconi Type 967/968[5]
- Radar nawigacyjny Kelvin Hughes(inne języki) Type 1006 lub 1007[5]
- 2 radary kierowania ogniem plot. Marconi Type 911[5]
- Stacja hydrolokacyjna podkadłubowa Plessey Type 2016 lub Ferranti/Thomson Sintra Type 2050[5]
- Stacja hydrolokacyjna z anteną holowaną Dowty Type 2031Z[5]
- System walki elektronicznej Sea Gnat z wyrzutniami celów pozornych Mk 214, Mk 216, Mk 245 (początkowo); w służbie rumuńskiej: system Terma(inne języki) SKWS[15]
- System optroniczny kierowania ogniem artylerii Radamec 2500 (w służbie rumuńskiej)[11]

## Służba

### W Wielkiej Brytanii

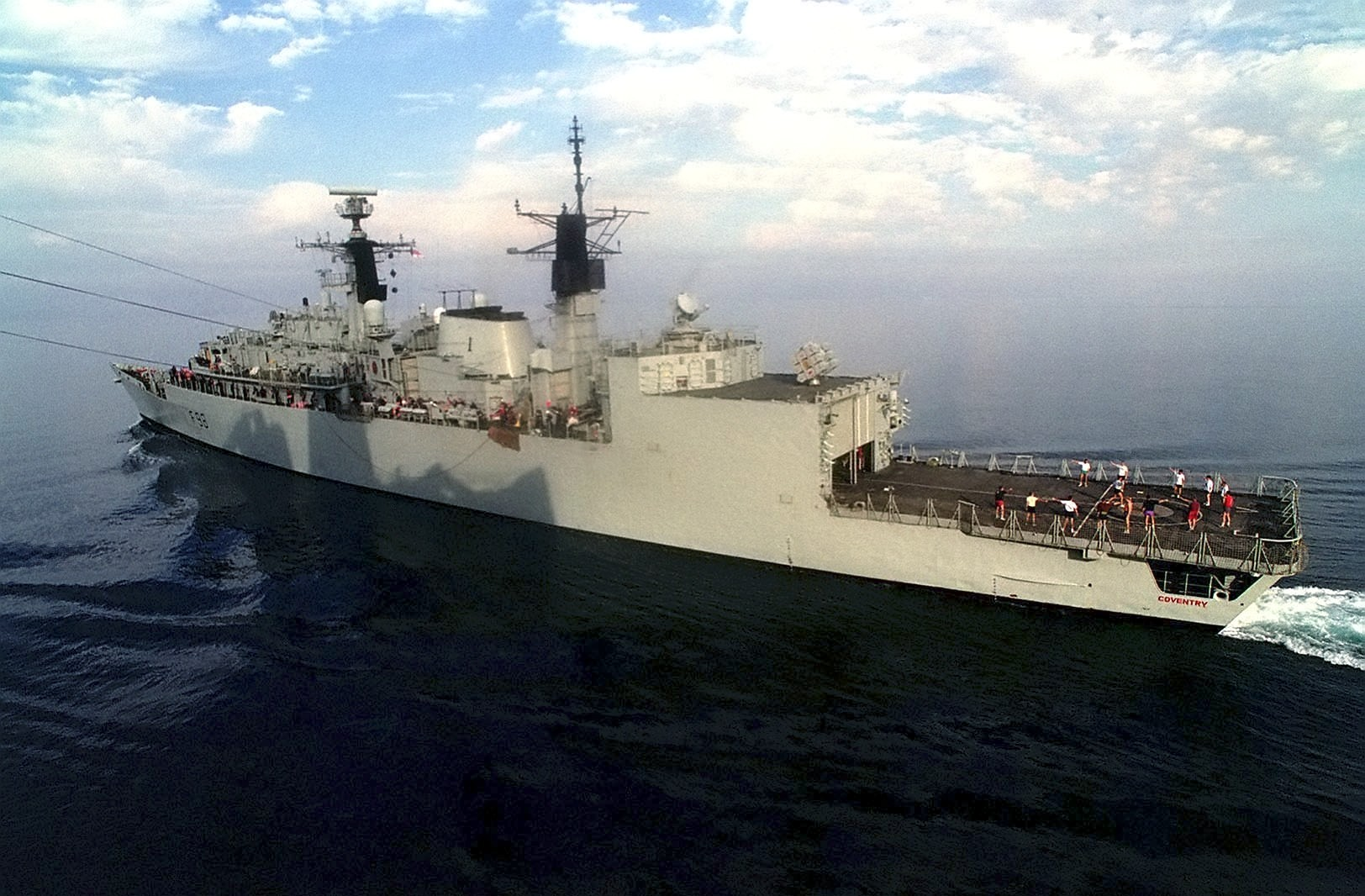
HMS „Coventry” od rufy, 1998 rok

Okręt wcielono do służby w Royal Navy 14 października 1988 roku. Nosił numer burtowy F 98.
W służbie brytyjskiej na Atlantyku i Oceanie Indyjskim i przyległych morzach przebył łącznie 425 776 mil morskich. Między innymi, w połowie 1991 roku jako okręt flagowy grupy Zulu (z HMS „Glasgow” i „Scylla”) odbył półroczny rejs na Morze Arabskie i do Zatoki Perskiej, biorąc udział w ćwiczeniach międzynarodowych. Dowódcą był wówczas kmdr (Capt.) Roger Lane-Nott. Uczestniczył w działaniach marynarki brytyjskiej związanych z walkami w Kosowie w 1999 roku. Brał udział także w patrolowych misjach antynarkotykowych, przechwytując na Morzu Karaibskim w listopadzie 2001 roku ładunek kokainy o wartości 40 milionów funtów. „Coventry” został wycofany ze służby 28 lutego 2002 roku.

### W Rumunii

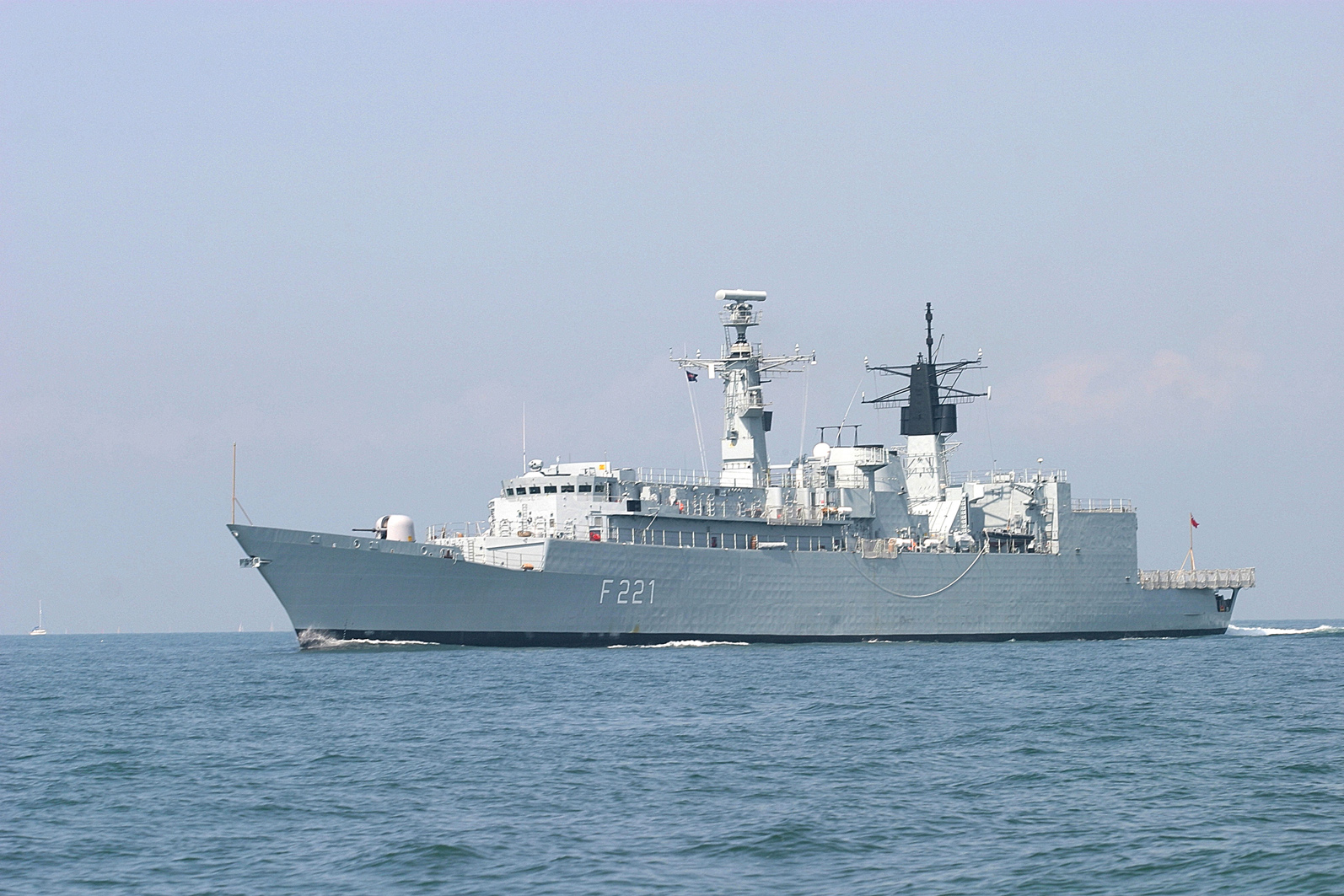
„Regele Ferdinand”

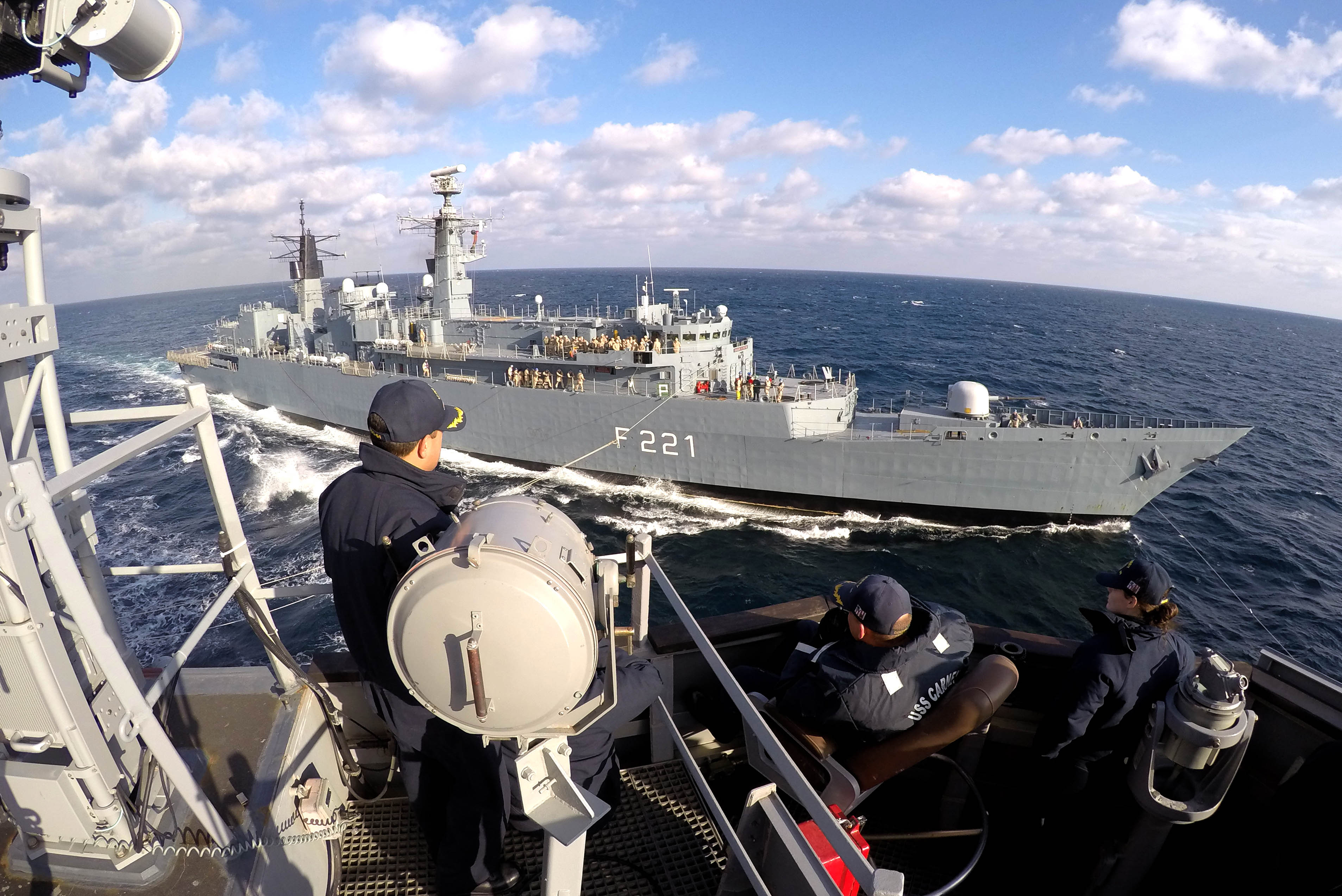
„Regele Ferdinand” podczas ćwiczeń z marynarką USA, 2016

Rumunia, której marynarka opierała się na mało nowoczesnych okrętach własnej konstrukcji z lat 80, poszukiwała na przełomie XX/XXI wieku nowocześniejszych jednostek budowy zachodniej. Po negocjacjach, 14 stycznia 2003 roku zawarła z Wielką Brytanią umowę na zakup dwóch wycofanych stosunkowo nowych fregat typu 22: „Coventry” i „London”, o wartości 116 mln. funtów szterlingów. Fregaty sprzedawała firma BAE Systems. Kontrakt obejmował remont i ograniczoną modernizację systemów elektronicznych i uzbrojenia oraz szkolenie załóg. Rumunia kupiła okręty bez mało już nowoczesnych systemów rakietowych, za to zainstalowano armatę uniwersalną kalibru 76 mm OTO Melara. Pozostawiono wyrzutnie torped przeciw okrętom podwodnym. Wyrzutnie celów pozornych Sea Gnat zamieniono na duńskie Terma SKWS. W 2006 roku Rumunia podpisała nadto umowę na dostarczenie duńskiego systemu kontroli i dowodzenia Terma C-Flex z łączem danych Link 11. Zakładano od początku, że fregaty zostaną dozbrojone w nowocześniejsze pociski przeciwokrętowe i przeciwlotnicze, ale przetarg rozpisany w 2008 roku został anulowany z powodów finansowych, a kolejne próby przetargów w latach 2016-2021 także zakończyły się niepowodzeniem. 
Dawny „Coventry” został przejęty przez Rumunię w bazie Portsmouth 3 września 2004 roku. Okręt po raz pierwszy podniósł banderę rumuńską i został przyjęty do służby w Rumuńskich Siłach Morskich 9 września 2004 roku pod nazwą „Regele Ferdinand” (król Ferdynand), którą nosił wcześniej niszczyciel z okresu II wojny światowej. Otrzymał numer burtowy zgodny ze standardami NATO: F 221. Stał się on pierwszą z fregat typu 22 i zarazem pierwszym okrętem zachodnim w marynarce Rumunii po obaleniu komunizmu. W ceremonii uczestniczył Prezydent Rumunii Ion Iliescu. 26 listopada 2004 roku okręt wyszedł z Portsmouth i 10 grudnia dopłynął po raz pierwszy do Konstancy w Rumunii. Początkowo był podporządkowany Dowództwu Operacyjnemu Marynarki Wojennej, a 1 lipca 2006 roku wszedł w skład 56 Flotylli Fregat. Został okrętem flagowym Rumuńskich Sił Morskich. Pierwszym dowódcą był Sorin Learschi (późniejszy kontradmirał).
W 2005 roku jako pierwszy rumuński okręt wziął udział w operacji NATO: Active Endeavour. W dniach 14-19 listopada 2008 roku jako pierwszy okręt rumuński złożył wizytę w Izraelu (w Hajfie). W 2007 roku uzyskał certyfikat I stopnia interoperacyjności NATO, a w 2008 roku II stopnia. W latach 2009–2013 okrętem dowodził Mihai Panait, późniejszy wiceadmirał. Okręt brał udział w operacjach NATO Unified Protector i działaniach antypirackich na Oceanie Indyjskim w ramach operacji Atalanta w 2012 roku. Brał udział w ćwiczeniach międzynarodowych serii Sea Guardian, Sea Shield, Sea Breeze i Breeze. Wchodził też w skład stałego zespołu NATO SNMG-2.
W dniach 4-15 lipca 2024 roku okręt wziął udział w międzynarodowych ćwiczeniach Breeze 24 organizowanych na wodach Bułgarii; dowódcą był wówczas kmdr por. Florian Tudorascu. 